# Rafael Merino
Rafael Merino López (Córdoba, 8 de enero de 1959) es un abogado y político español miembro del Partido Popular, alcalde de Córdoba entre 1995 y 1999.

## Biografía
Rafael Merino es licenciado en derecho por la Universidad de Córdoba.
Comenzó su vida política en el año 1981, ingresando en Nuevas Generaciones y, más tarde, su primer cargo político fue el de vicepresidente provincial de Nuevas Generaciones de Andalucía. Siempre se ha centrado en la política municipal, fundamentalmente en su ciudad natal, Córdoba.

## Alcalde de Córdoba (1995-1999)
En el año 1988 entró en el Comité Ejecutivo Provincial del Partido Popular de Córdoba, y en el año 1994 forma parte del Cómite Ejecutivo del Partido Popular de Andalucía. En 1995 pasa a ser el presidente del Partido Popular de Córdoba y encabeza las listas para la alcaldía de Córdoba, siendo elegido alcalde el 7 de julio de aquel año tras las elecciones municipales de 1995, en las que consiguió 13 de 29 concejales.
Durante su mandato como alcalde se ejecutaron las siguientes actuaciones:
- Aprobación de la primera fase de remodelación del río Guadalquivir a su paso por Córdoba (1997).
- Remodelación de la Plaza de las Tendillas.
- Rehabilitación de la Plaza de los Abades y la Plaza de San Juan de Letrán.

## Cargos desempeñados
Rafael merino actualmente es diputado en el Congreso de los Diputados, por el Partido Popular y por Córdoba. Comenzó siéndolo desde las elecciones generales de España de 2000 como diputado de la VII Legislatura de España, la VIII, la IX y la actual legislatura que es la X Legislatura de España. También ha sido:
- Vicepresidente Regional del PP de Andalucía.
- Viceportavoz del PP en el Ayuntamiento de Córdoba, (1991-1993).
- Portavoz del PP en la Comisión de Administraciones Públicas.
- Portavoz del PP en el Ayuntamiento de Córdoba, (1993-1995).
- Portavoz Adjunto de la Comisión de Fomento y Vivienda.
- Vocal de la Comisión de Defensa.
- Vocal de la Comisión de Fomento.
- Portavoz de la Comisión de Administraciones Públicas.
- Alcalde de Córdoba de 1995 a 1999.
- Presidente de la Comisión de Servicios Sociales de la Federación Española de Municipios y Provincias, hasta 1999.
- Portavoz del Grupo Popular en el Ayuntamiento de Córdoba desde junio de 1999.

## Controversias
Tras la entrada de jornaleros andaluces a un Mercadona para apropiarse de alimentos destinados a comedores sociales, Rafael Merino declaró en su cuenta de Twitter que el jefe de Policía de Marinaleda cobraba más que Mariano Rajoy. Sin embargo, en Marinaleda no existe policía municipal.
En diciembre de 2014 fue condenado a pagar 20.000€, junto con el portavoz parlamentario del Grupo Popular en el Congreso de los Diputados Rafael Hernando, al partido político UPyD por vulnerar el honor del mismo y acusarle de financiarse ilegalmente.